# Koreabaai

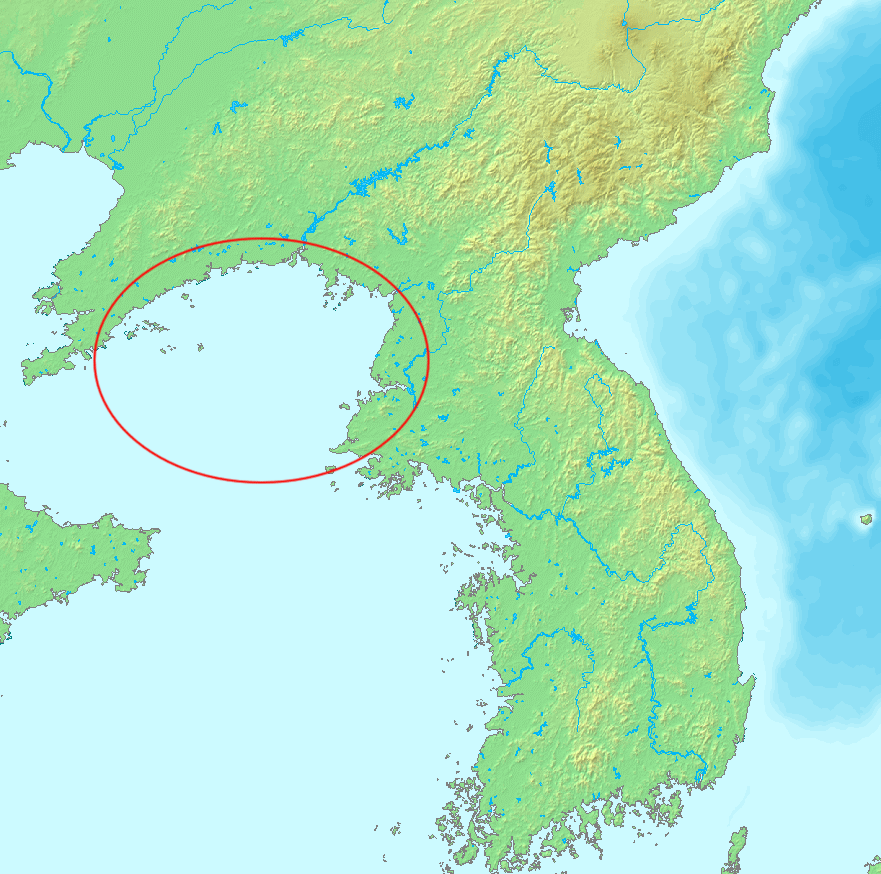
Ligging van de Koreabaai

De Koreabaai (Chinees: 朝鲜湾), ook wel de West-Koreabaai genoemd, is een baai in het noorden van de Gele Zee, tussen de Chinese provincie Liaoning en de Noord-Koreaanse provincie P'yŏngan-pukto. De baai wordt gescheiden van de Bohaizee door het Liaoning-schiereiland.
De rivier de Yalu, die de grens tussen China en Noord-Korea vormt, mondt uit in deze baai.